# 至学館大学硬式野球部
至学館大学硬式野球部（しがっかんだいがくこうしきやきゅうぶ）は、愛知大学野球連盟に所属する大学野球チーム。至学館大学および短期大学部の学生によって構成されている。女子部の愛称は「PUFFS（パフス）」。

## 概要
2005年4月、中京女子大学創立100周年記念事業により創部。2005年12月に日本の大学で初めて選手が全員女子で男子リーグに参加が認められた。
愛知大学野球リーグの5部に所属。2006年4月8日、愛知淑徳大学と記念すべき第1戦を行い、0-30で敗れた。3戦目の名古屋市立大学戦で念願の初得点を記録（2死2･3塁で相手投手のボークにより得点したが1-20で敗れた）。
2007年から中京女子大学は一部学科で男女共学となり、2008年には学生コーチとして男子が入部していたが2009年からは8人の男子が入部し男女混合チームとなった。
2009年の秋季リーグにおいて5部リーグ2位となり、その後行われた入れ替え戦に勝利。4部リーグへの昇格を決めた。2010年の春季リーグでは男子主体のチームで3部リーグに昇格したが、秋季リーグには女子部員の出場選手登録はせず、今後は男女別のチームで活動していくことになった。なお、女子部に関しては今後日本女子野球協会主催の大会で活動していくとしている。
2017年には、女子部が第七回全国大学女子硬式野球選手権大会で初優勝を果たした。
また、かつてヤマハ発動機スポーツ振興財団のスポーツチャレンジ体験助成平成19年度（第1期生）として助成を受けていた。

## 人物

### 女子部
- 深澤美和 - 現監督（2012年 - ）。選手としては2005 - 2008年度在籍。06年リーグ初参戦時における事実上の初代主将。2010年より女子プロ野球選手（京都アストドリームス→兵庫スイングスマイリーズ）。2011年シーズンをもって現役を引退。
- 奥田実里 - 2006 - 2009年度在籍。深澤に次ぐ2代目主将。2010年度より女子プロ野球選手（兵庫スイングスマイリーズ→イーストアストライア）。2013年シーズンをもって現役を引退[7]。
- 新原千恵 - 京都フローラ監督（2015年 - ）[8]。2005年度（1年次）のみ在籍。チーム結成時における主将。公式戦出場ゼロのまま06年初頭に中退し、同年春尚美学園大学に再入学。2010年度より女子プロ野球選手（兵庫スイングスマイリーズ→サウスディオーネ）。なおプロ入りが決定した際、大学HP[9]では新原も「元中京女子大学」として扱われた。2013年をもって現役を引退[10]。2014年、京都フローラコーチ[8]。
- 大澤靖子 - 京都フローラチーフコーチ（2017年 - ）[11]。2008 - 2011年度在籍。2012年より女子プロ野球選手（大阪ブレイビーハニーズ→イーストアストライア）。2016年シーズンをもって現役を引退[12]。
- 佐伯千夏 - 2010 - 2013年度在籍。2014年より女子プロ野球選手（ウエスト・フローラ→兵庫ディオーネ）[13]。2016年シーズンをもって現役を引退[14]。
- 坂東瑞紀 - 2016年より女子プロ野球選手（埼玉アストライア→兵庫ディオーネ）[15]
- 榊原梨奈 - 2016年より女子プロ野球選手（兵庫ディオーネ）[16]
- 堀田ありさ - 2017年より女子プロ野球選手（愛知ディオーネ）。2020年創設のアマチュアチーム・東海NEXUSの初期メンバー。

### 男子部
- 森亮太 - 2010 - 2013年度在籍。2014年よりプロ野球独立リーグ・BCリーグ選手（福井ミラクルエレファンツ）[17]。
- 片山雄哉 - 2013 - 2014年度在籍。プロ野球選手（福井ミラクルエレファンツ→阪神タイガース）[18]。
- 速水将大 - 2019 - 2020年度在籍。プロ野球選手（富山GRNサンダーバーズ→千葉ロッテマリーンズ）[19]。